# Weberhaus (Unternehmen)
Die Weberhaus GmbH & Co. KG (eigene Schreibweise WeberHaus) ist ein Haushersteller mit Sitz in Rheinau-Linx (Ortenaukreis, Baden-Württemberg). 
Gesellschafter sind die Eheleute Hans und Christa Weber sowie Heidi Weber-Mühleck.
Das Unternehmen produziert Ein- und Mehrfamilienhäuser sowie Objekt- und Gewerbebauten in Fertigbauweise in Holz.

## Geschichte und Entwicklung

### 1960 bis 1970
Der gelernte Zimmermeister Hans Weber übernahm am 1. Januar 1960 den Zimmerei- und Schreinereibetrieb Jakob Gerald in Rheinau-Linx im damaligen Landkreis Kehl mit einem Eigenkapital von 800 DM. Weber holte sich daraufhin in Salzgitter eine Lizenz zum Bau von Fertighäusern nach skandinavischem Vorbild ein. Das Unternehmen baute in seinem ersten Jahr drei Häuser, das erste fertiggestellte wurde innerhalb der Familie vergeben. In diesem Jahr lag der Unternehmensumsatz des Gewerbebetriebs bei 33.000 DM. 1968 lieferte Weberhaus erstmals Materialien zur Errichtung eines Hauses im Ausland, das in Frankreich gebaut wurde. Anfang der 1970er-Jahre zog sich Weber von seiner Tätigkeit als Zimmermann zurück und übte fortan ausschließlich die Geschäftsführung aus, der Umsatz hatte sich bis dahin auf vier Millionen Mark erhöht. Zu diesem Zeitpunkt produzierte das Unternehmen 40 Fertighäuser im Jahr, 9 Jahre später waren es 860.

### 1971 bis 1990
1972 entstand die heutige Weberhaus GmbH und Co. KG. In den 1980er-Jahren konzentrierte sich das Unternehmen auf den Bau energiesparender Häuser. In der folgenden Zeit expandierte Weberhaus innerhalb der Bundesrepublik und errichtete je ein Fertigungswerk im sauerländischen Wenden (eröffnet 1978) und im bayerischen Mainburg (1992). Auch in Linx erweiterte das Unternehmen seine Werkshalle. 1987 stellten die Rheinauer ihr 10.000. Haus fertig. Ab ca. 1990 bot Weberhaus ausschließlich den Bau von Niedrigenergiehäusern an. Bereits seit 1982 hatte Weber mit der Fraunhofer-Gesellschaft in diesem Gebiet Baukonzepte entwickelt und stellte 1996 mit Fraunhofer das Haus Övulotion vor, welches als eines der ersten Niedrigenergiehäuser gilt.

### Seit 1991

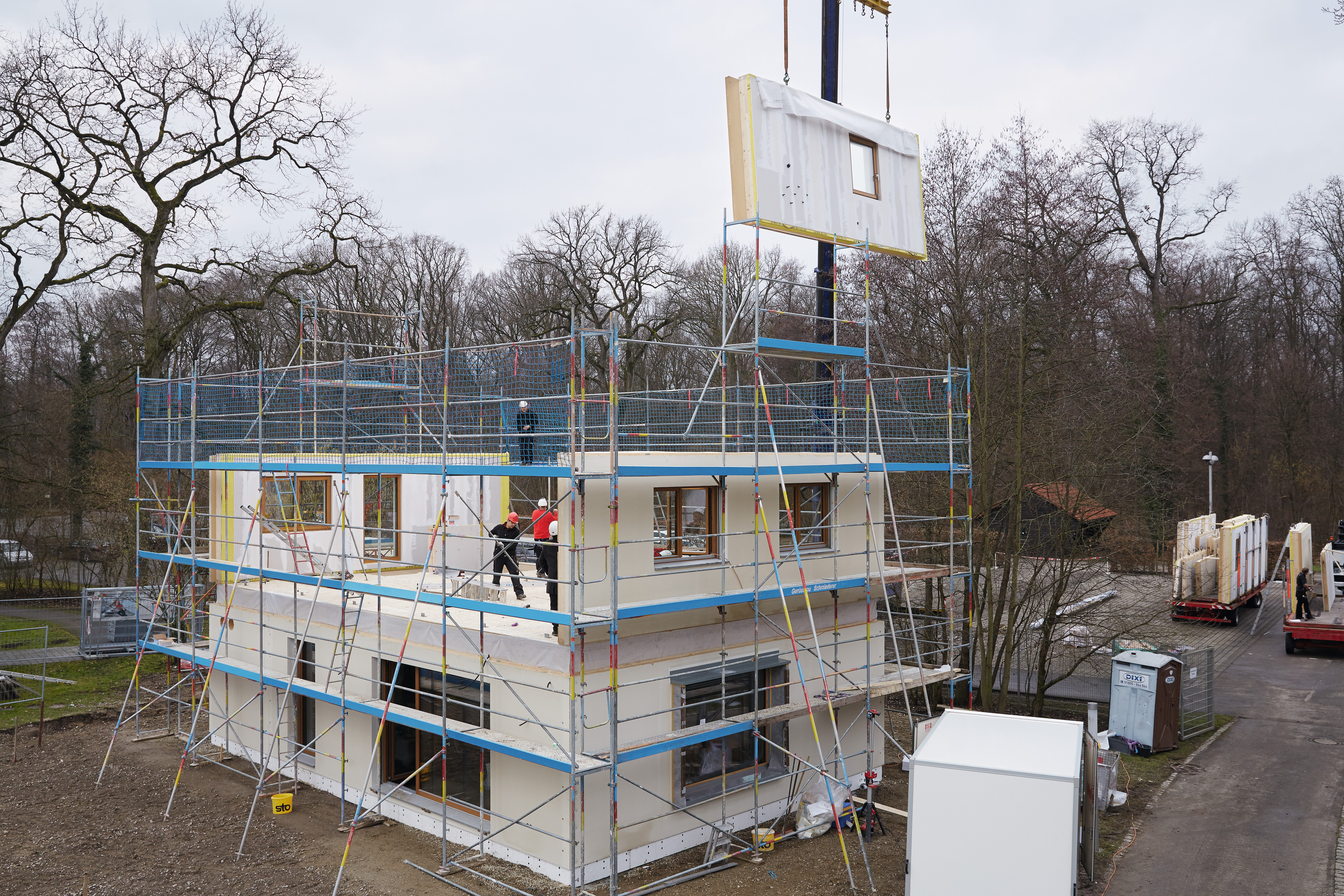
Hausbau durch Weberhaus in Rheinau-Linx

Nach der deutschen Wiedervereinigung baute Weberhaus auch in den neuen Bundesländern. Im Mai 1993 betrug der Umsatzanteil der dortigen Arbeit rund 20 %. Im Jahr 1996 verkaufte Weberhaus erstmals Nullenergiehäuser. Um das Jahr 2000 baute das Unternehmen ca. 1200 Häuser im Jahr und erwirtschaftete mit seinen 1000 Mitarbeitern einen Umsatz über umgerechnet 200 Mio. Euro. Kurz darauf erlitt Weberhaus einen starken Rückgang bei der Auftragslage, welcher zu Entlassungen mehrerer Hundert Mitarbeiter und einem Umsatzeinbruch von etwa einem Drittel führte. Dies betraf die gesamte Hausbaubranche, in Deutschland hatten sich die Anträge auf Neubauten in kurzer Zeit um mehr als die Hälfte reduziert. 2001 musste Weberhaus seine Produktion für Ostdeutschland einstellen und sein Werk in Mainburg schließen. Hier war das Unternehmen durch Anbieter aus dem nahen Ausland (Polen und Tschechien) verdrängt worden. 2004 übergab Hans Weber die Geschäftsführung an seine Tochter Heidi Weber-Mühleck. Im März 2005 beteiligte sich Weberhaus am Aufbau des T-Com-Hauses in Berlin, das gemeinsam mit der Deutschen Telekom, Neckermann und Siemens entwickelt wurde. Das Haus diente als Vorführobjekt für den Einsatz von Smart Home. Bis 2011 hatte das Unternehmen im deutschsprachigen Raum etwa 31.000 Gebäude errichtet, dies hauptsächlich in Süddeutschland und Österreich; auch im Ausland, beispielsweise in Großbritannien, ist Weberhaus seit den 2000er-Jahren vertreten.
Im Oktober 2021 übernahm Weberhaus das Unternehmen Licht-Concept aus Walldürn und 2022 die Firma Möstel Bedachungen aus Kehl.

## Unternehmensstruktur

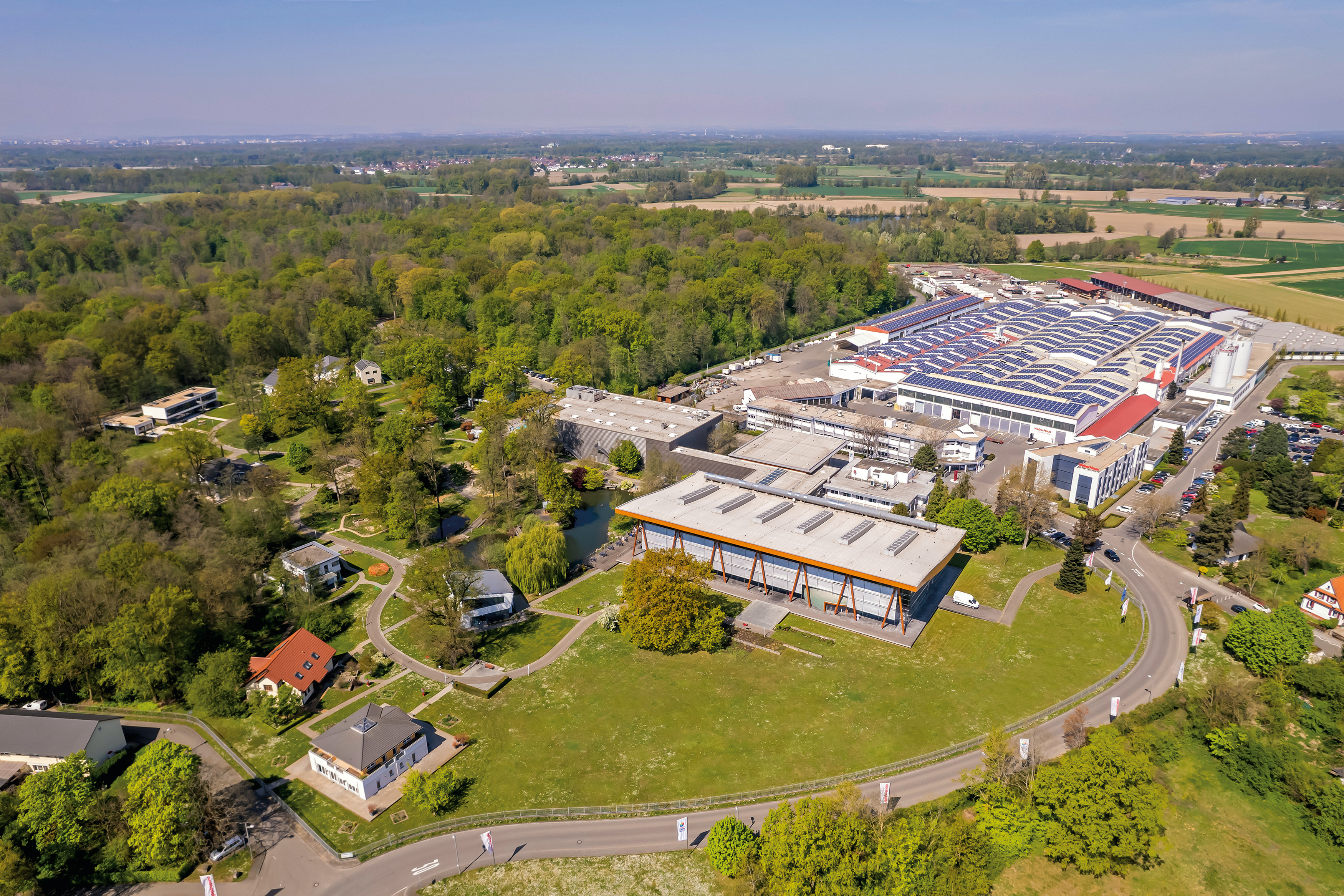
Standort von Weberhaus in Rheinau-Linx

Die Weberhaus GmbH & Co. KG ist die Muttergesellschaft mehrerer Unternehmen, deren Anteile sie mehrheitlich beherrscht. Dazu gehörten Ende 2020 die Weberhaus Finanzierungsservice GmbH (ansässig in Rheinau-Linx, Anteil 74 %), Maisons Weberhaus S.A.R.L. (Eckbolsheim, Frankreich, 90 %), Ecotec Holzsystembau GmbH (Wenden, 100 %) und Weberhaus Ltd. (Großbritannien, 100 %).

## Produkte

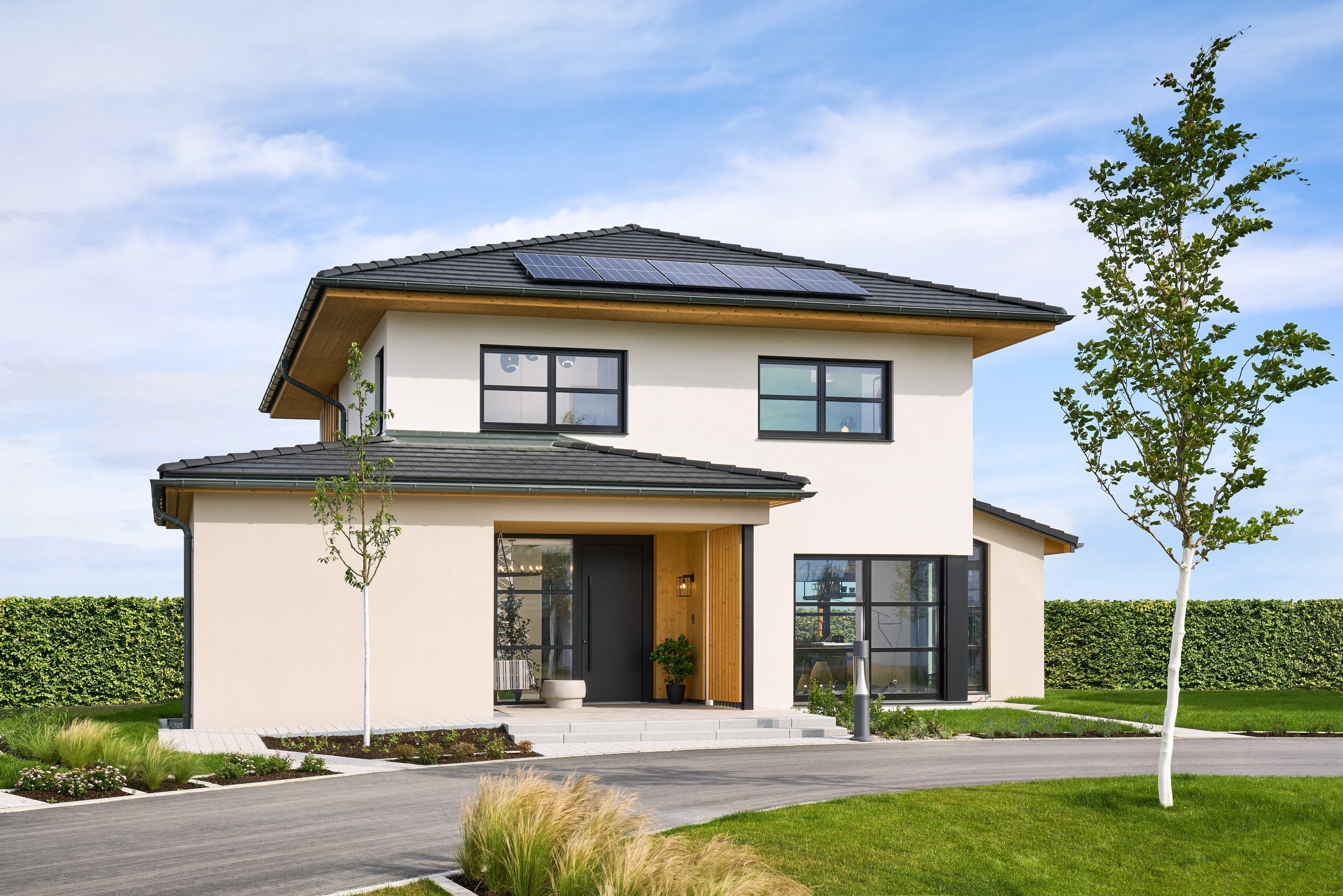
Musterhaus des Fertighausherstellers Weberhaus

Weberhaus baut Fertighäuser in Holzfertigbauweise. Diese werden als freigeplante Architektenhäuser oder als vorgeplante Baureihen-Konzepte gebaut. Dabei handelt es sich um energieeffiziente Gebäude, die sich mit Stromquellen wie z. B. Photovoltaik, Batteriespeichern und Wärmepumpen selbst versorgen können. Das Angebot umfasst neben Wohnhäusern (Ein- und Zweifamilienhäusern) auch Gebäude für den wirtschaftlichen und gewerblichen Betrieb. Daneben übernimmt Weberhaus auch den Bau der Gebäude am Verwendungsort.
Seit 2000 betreibt Weberhaus den Themenpark World of Living in Rheinau, welcher sich dem Thema Bauen widmet. In diesem wird die Entwicklung des Wohnens und Bauens in den zurückliegenden ca. 20.000 Jahren dargestellt. Zudem stellt das Unternehmen Beispielhäuser aus eigener Fertigung aus.

## Auszeichnungen (Auswahl)
1984 erhielt Weberhaus durch Bundespräsident Karl Carstens eine Auszeichnung für „beispielhafte Leistungen in der Berufsausbildung junger Menschen“.
Im Jahr 1997 wurde Weberhaus eine Anerkennung des Umweltpreises für Unternehmen des Landes Baden-Württemberg in der Kategorie Handwerk zuteil.
In einer 2018 von Focus Money in Auftrag gegebenen Studie wurde der Serviceumfang von Weberhaus in vier von sechs untersuchten Punkten und insgesamt mit sehr gut bewertet.